# Hayden Christensen
Hayden Christensen (ur. 19 kwietnia 1981 w Vancouver w prowincji Kolumbia Brytyjska) – kanadyjski aktor i producent filmowy. Występował w roli Anakina Skywalkera w dwóch częściach Gwiezdnych wojen – Ataku klonów, Zemście Sithów (oraz jako duch Anakina w reedycji VI części – scena przerobiona na potrzeby nowego wydania DVD, w oryginale w tej scenie wystąpił Sebastian Shaw, który został uwzględniony w napisach końcowych jako Anakin Skywalker, w żadnym z wydań szóstej części nie ma ani jednej wzmianki o Haydenie Christensenie).

## Życiorys

### Wczesne lata
Urodził się w Vancouver w prowincji Kolumbia Brytyjska jako trzecie z czworga dzieci programisty komputerowego Davida Christensena i Alie Nelson. Jego ojciec jest pół-Duńczykiem, pół-Anglikiem, a matka pół-Szwedką, pół-Włoszką. Dorastał w Thornhill, na przedmieściach Toronto w Ontario z siostrami – starszą Hesją (mistrzynią trampoliny) i młodszą Kaylen (ur. 1984) oraz starszym bratem Tove (producent filmowy). Uczęszczał do E.J. Sand Public School, naukę kontynuował w Baythorn Public School i Unionville High School w Unionville w Ontario. Był szkolnym sportowcem, grał w hokeja i tenisa.
Wakacje spędzał na Long Island ze swoją babką Rose Schwartz, a uczęszczał do Actors Studio w Nowym Jorku, a także brał udział w projekcie teatralnym Arts York w Unionville High School.

### Kariera
Został odkryty, podczas gdy jego starsza siostra, mistrz trampoliny szukała agenta, i mając osiem lat dostał rolę w reklamie Pringles. W wieku 13 lat brał udział w kilku serialach telewizyjnych. Zwrócił na siebie uwagę jako 16-letni gwiazdor piłki nożnej, który był molestowany seksualnie przez swoją macochę i z rozpaczy sięgał po narkotyki w serialu ABC Family Szkoła przetrwania (Higher Ground, 2000). Później pojawił się w dramacie telewizyjnym ABC W amarantowej matni (Trapped in a Purple Haze, 2000), gdzie zagrał ze swoim przyjacielem Jonathanem Jacksonem. Rola kłopotliwego syna chorego na raka 50-latka (w tej roli Kevin Kline) w melodramacie Życie jak dom (Life as a House, 2000) przyniosła mu nominację do Złotego Globu oraz nagrody – National Board of Review i Dallas-Fort Worth Film Critics Association Award. Zdobył także dobre recenzje za kreację dziennikarza Stephena Glassa, który publikował artykuły, które okazały się być plagiatami w filmie Pierwsza strona (Shattered Glass, 2003).
12 maja 2000 Hayden zapowiedział, że będzie grał rolę Anakina Skywalkera w dwóch prequelach: Gwiezdnych wojen – Ataku klonów (Star Wars Episode II: Attack of the Clones, 2002) i Zemście Sithów (Star Wars Episode III: Revenge of the Sith, 2005). Hayden został wybrany przez reżysera George’a Lucasa, bo ten uważał, że Hayden ma talent i będzie dobrym partnerem dla Natalie Portman. Lucas zaskoczył wtedy świat filmu przez dokonanie wyboru nieznanego wówczas aktora, pomijając tak wielkie nazwiska jak Leonardo DiCaprio czy Jonathan Jackson, a także 400 innych kandydatów. Jednak za rolę Skywalkera otrzymał dwukrotnie Złotą Malinę jako najgorszy aktor drugoplanowy.
W 2002 trafił na listę pięćdziesięciu najpiękniejszych ludzi magazynu „People”.
W 2002 występował na scenie w This Is Our Youth Kennetha Lonergana w Londynie, na West Endzie u boku Anny Paquin i Jake’a Gyllenhaala. W 2005 r. Christensen zadebiutował na Broadwayu w 10-minutowej sztuce.

## Życie prywatne
W 2007 zaczął się spotykać z aktorką Rachel Bilson, z którą nakręcił film Jumper. 25 grudnia 2008 zaręczyli się. W połowie 2010 związek rozpadł się, ale para zaczęła się spotykać ponownie kilka miesięcy później. 29 października 2014 Bilson urodziła ich córkę Briar Rose. W 2017 roku po 10 latach związku Rachel Bilson i Hayden Christensen postanowili się rozstać.

## Filmografia

### Filmy fabularne
- 1995: W paszczy szaleństwa (In the Mouth of Madness) jako gazeciarz
- 1995: Prawo dżungli (Law of the Jungle) jako młody John Ryan
- 1995: Miłość i zdrada: Historia Mii Farrow (Love and Betrayal: The Mia Farrow Story, TV) jako Fletcher
- 1995: Harrison Bergeron (TV) jako Eric
- 1996: Miłość silniejsza niż śmierć (No Greater Love, TV) jako Teddy Winfield
- 1998: The Hairy Bird jako chłopak z randki Tinki
- 1999: Przekleństwa niewinności (The Virgin Suicides) jako Jake Hill Conley
- 1999: Swobodny lot (Free Fall, TV) jako Patrick Brennan
- 2000: Życie jak dom (Life as a House) jako Sam Monroe
- 2000: W amarantowej matni (Trapped in a Purple Haze, TV) jako Orin Krieg
- 2002: Gwiezdne wojny: część II – Atak klonów jako Anakin Skywalker
- 2003: Pierwsza strona (Shattered Glass) jako Stephen Glass
- 2005: Gwiezdne wojny: część III – Zemsta Sithów jako Anakin Skywalker
- 2006: Dziewczyna z fabryki (Factory Girl) jako Billy Quinn, muzyk (Bob Dylan)
- 2007: Przebudzenie jako Clay Beresford Jr.
- 2007: Dekameron (Virgin Territory) jako Lorenzo de Lamberti
- 2008: Jumper jako David Rice
- 2009: Zakochany Nowy Jork (New York, I Love You) jako Ben
- 2010: Chętni na kasę (Takers) jako A.J.
- 2010: Zniknięcie na 7. ulicy (Vanishing on 7th Street) jako Luke Ryder
- 2010: Quantum Quest: A Cassini Space Odyssey jako Jammer (głos)
- 2014: American Heist. Skok życia (American Heist) jako James Kelly
- 2014: Banita (Outcast) jako Jacob
- 2015: 90 minut w niebie (90 Minutes in Heaven) jako Don Piper
- 2015: The Diplomat jako Brent
- 2017: Pierwszy strzał (First Kill) jako ojciec
- 2017: Numb, at the Edge of the End jako Kurt
- 2018: Mała Italia (Little Italy) jako Leo Campo

### Seriale TV
- 1993: Rodzinne pasje (Family Passions) jako Skip McDeere
- 1996: Nocny łowca (Forever Knight) jako Andre
- 1997: Gęsia skórka (Goosebumps) jako Zane O’Dell
- 1999: Real Kids, Real Adventures jako Eli Goodner
- 1999; Czy boisz się ciemności? (Are You Afraid of the Dark?) jako Kirk
- 1999: Sławny Jett Jackson (The Famous Jett Jackson) jako Steven
- 2000: Szkoła przetrwania (Higher Ground) jako Scott Barringer (22 odc.)
- 2022: Obi-Wan Kenobi jako Anakin Skywalker / Darth Vader
- 2023: Ahsoka jako Anakin Skywalker